# 連坊站
連坊站（日语：／ Renbō eki */?）是一個位於日本宮城縣仙台市若林區連坊二丁目，屬於仙台市地下鐵東西線的鐵路車站。車站編號是T09。副站名是「仙台一高前」。

## 車站結構
東北的東1出入口鄰近自行車停車場。月台位於地下2樓。

### 月台配置
| 月台 | 路線     | 目的地                   |
| ---- | -------- | ------------------------ |
| 1    | ■ 東西線 | 荒井方向                 |
| 2    | ■ 東西線 | 仙台、八木山動物公園方向 |

## 使用情況
| 上車人次推移 | 上車人次推移     |
| 年度         | 一日平均上車人次 |
| ------------ | ---------------- |
| 2015         | 2,464            |
| 2016         | 2,930            |
| 2017         | 3,356            |

- 2017年度（平成29年度）
  - 1日平均上車人數：3,356人[2]

一日平均上車人次（單位：人/日）

## 歷史
- 2006年：着工。
- 2015年12月6日：開業。

## 相鄰車站
仙台市地下鐵
■ 東西線
宮城野通（T08）－連坊（T09）－藥師堂（T10）

## 外部連結
- 仙台市交通局 東西線
  - 連坊駅 建設概要
  - 連坊駅 デザイン
  - 連坊工区 建設工事の進捗状況
  - 連坊駅 建築工事の進捗状況